# 蔡学梅
蔡学梅（1974年2月17日—），中国女子曲棍球运动员。她曾代表中国参加2000年夏季奥林匹克运动会曲棍球比赛，获得第五名。她也参加了1998年亚洲运动会，收获一枚铜牌。